# Paul Baysse
Pour les articles homonymes, voir Baysse.
Paul Baysse, né le 18 mai 1988 à Bordeaux en France, est un footballeur français jouant au poste de défenseur central.

## Biographie

### Carrière en club

#### Girondins de Bordeaux (2006-2007)
Formé aux Girondins de Bordeaux, il signe son premier contrat professionnel avec ce club au début de la saison 2006-2007. Il ne joue aucun match professionnel mais apparaît à trois reprises sur le banc, dont le 11 septembre 2005 contre le RC Lens en Ligue 1.

#### CS Sedan Ardennes (2007-2010)
En août 2007, les Girondins prêtent Paul Baysse au CS Sedan Ardennes en ligue 2 afin de gagner du temps de jeu . Fort d'une saison réussie malgré l'échec de la montée dans l'élite, le joueur est finalement transféré dans les Ardennes à l'issue de la saison. Devenu un joueur important dans son club, il est courtisé par de nombreux clubs en France et en Angleterre . Toutefois, il commence la saison 2010/2011 avec Sedan en L2.

#### Stade brestois (2010-2013)
Lors du mercato d'été 2010, alors qu'il commence le championnat de Ligue 2 avec Sedan et inscrit deux buts en quatre matchs, il signe à moins de 2 jours de la fin de celui-ci, au Stade brestois, tout juste promu en Ligue 1,.
Il débute en Ligue 1 au poste de latéral droit à la suite de la blessure de Brahim Ferradj lors de la sixième journée contre l'AS Nancy-Lorraine.

#### AS Saint-Étienne (2013-2015)
Le 4 juillet 2013, le site officiel du Stade brestois annonce son transfert à l'AS Saint-Etienne, ce qui sera confirmé le 10 juillet par le site officiel de l'ASSE. Il porte le numéro 23. Il arrive dans le club stéphanois à la fin d'une période d'immobilisation de six mois due à une rupture des ligaments croisés du genou gauche contractée le 2 janvier 2013 avec son ancien club, et suit une préparation individualisée. Le 10 août, alors qu'il s'apprête à intégrer l'équipe professionnelle, il est victime de la même blessure sur le genou droit lors du match amical avec l’équipe réserve stéphanoise contre le Grenoble Foot 38, et sera indisponible six mois. Il reprend au mois de février 2014 avec la réserve et dispute trois matchs de CFA 2.
Au terme d'une bonne préparation d'avant-saison 2014-2015, Paul Baysse est en concurrence directe avec Florentin Pogba pour pallier d'éventuelles défaillances du duo titulaire formé de Loïc Perrin et Moustapha Bayal Sall. Malheureusement, alors que Loïc Perrin se blesse pour six semaines, Paul Baysse est également victime d'une lésion musculaire. En son absence, Florentin Pogba réalise d'excellentes performances et s'installe comme le troisième homme dans la hiérarchie des défenseurs centraux. Le 18 septembre 2014, palliant des blessures de François Clerc et Kévin Théophile-Catherine, il est titularisé comme latéral droit en Ligue Europa face au Qarabağ Ağdam. Il fête à cette occasion sa première apparition en match officiel sous le maillot vert, plus d'un an après sa signature. Le 23 octobre, il entre en jeu face à l'Inter Milan, dans la prestigieuse enceinte de Giuseppe-Meazza. Près de 2 ans après son dernier match de Ligue, avec le Stade Brestois le 21 décembre 2012, il y fait son retour le 3 décembre 2014 face à Montpellier et marque à cette occasion son premier but sous les couleurs stéphanoises.

#### OGC Nice (2015-2017)
Le 6 août 2015, Paul Baysse s'engage sous forme de prêt avec l'OGC Nice. Après 20 rencontres en tant que titulaire, l'option d'achat de Paul Baysse est officiellement levée lors de Nice - Bastia. Au poste de défenseur central, Paul Baysse s'impose aux côtés de Maxime Le Marchand, grâce à d'excellentes performances qui lui font retrouver son meilleur niveau.
Il commence la saison 2016-2017 en tant que capitaine de l'équipe. Le 21 septembre 2016, Baysse marque son premier but azuréen au cours d'une large victoire 4-0 contre l'AS Monaco. Les Aiglons font une excellente première partie de championnat leur permettant de rivaliser avec le Paris Saint-Germain et Monaco. En mai 2017, à quelques journées de la fin du championnat, Baysse annonce qu'il quitte le club en raison de l'expiration de son contrat et d'un désaccord avec les dirigeants niçois pour le prolonger.

#### Málaga CF (2017-2018)
Le 27 juin 2017, Baysse s'engage en faveur du club espagnol de Málaga CF pour trois saisons,.

#### Retour aux Girondins de Bordeaux (2018)
Le 10 janvier 2018, Baysse revient dans son club formateur. Il signe pour trois ans et demi aux Girondins de Bordeaux contre un montant de 1,5 million d'euros, bonus compris,.

#### Prêt au Stade Malherbe Caen (2018-2019)
Le 16 août 2018, n'entrant pas dans les plans de Gustavo Poyet, il est prêté pour une saison sans option d'achat au Stade Malherbe Caen. Lors de la saison 2018-2019, il est l'un des quatre délégués syndicaux de l'UNFP au sein du SM Caen.

#### Retour à Bordeaux (2019-2022)
Après un prêt d'un an à Caen, Baysse revient aux girondins sous Paulo Sousa. Il est vite mis au placard par son entraîneur, s'entraînant à part et faisant partie des « lofteurs ». C'est lors de la saison suivante, sous Jean-Louis Gasset que Baysse réintègre le groupe professionnel, et retrouve du temps de jeu très vite en tant que titulaire, associé en défense centrale à Laurent Koscielny. Malgré une saison passée à s'entraîner à part et sans temps de jeu, son niveau de jeu affiché est très bon. En conséquence et malgré des sollicitations d'anciens clubs comme l'OGC Nice, Baysse prolonge son contrat le 8 janvier 2021 jusqu'en 2024. Il inscrit son premier but pour son club formateur le 17 janvier 2021 lors d'une victoire 0-3 contre l'OGC Nice.

### En équipe nationale
Il est sélectionné dans toutes les équipes de jeunes sans exception depuis l'équipe de France des moins de 17 ans.
Il fait partie de l'équipe demi-finaliste de l'Euro U19 en 2007 et marque un but pendant la compétition.
Lors de la saison 2008-2009, il est sélectionné quatre fois en équipe de France espoirs. Il est forfait au Festival International Espoirs de Toulon de juin 2009. Puis, dans la saison 2009-2010, à l'âge de 21 ans, il ne semble plus faire partie des plans d'Erick Mombaerts.
Il fait son retour dans une équipe nationale exactement un an plus tard au Tournoi de Toulon U20, qui est disputé par une sélection composée de plusieurs internationaux moins de 20 ans et d'Espoirs en 2010.
Il est titulaire pour le premier match contre la Colombie pour une victoire 2-0 des Bleuets ainsi que pour le dernier match de poule contre la Côte d'Ivoire dans lequel, en l'absence de Yohann Thuram, il est même propulsé capitaine. Les Français s'inclinent en demi-finale contre le Danemark (2-3), mais accrochent la troisième place en battant le Chili.
Sa cinquième sélection chez les espoirs a lieu le 7 septembre 2010 contre Malte, lors du dernier match de qualification au championnat d'Europe, auquel la France ne participe pas.

## Style de jeu
Sa principale qualité est son excellent jeu de tête qui lui permet de prendre un grand nombre de ballons en défense, et ses montées sur corner sont souvent dangereuses. Il se distingue également par son placement et la qualité de ses relances longues. Il se rapproche ainsi d'un libéro.
C'est un joueur très impulsif, tant dans le jeu, où il commet un certain nombre de fautes (10 cartons jaunes lors de la saison 2008-2009, en 24 matchs), que dans sa personnalité. Il prend ainsi plusieurs cartons pour contestation auprès de l'arbitre chaque saison, se faisant même expulser pour ce motif contre Châteauroux le 14 août 2009.

## Statistiques
| Saison                | Club                     | Championnat           | Championnat | Championnat | Coupe nationale | Coupe nationale | Coupe de la Ligue | Coupe de la Ligue | Compétition(s) continentale(s) | Compétition(s) continentale(s) | Compétition(s) continentale(s) | Total | Total |
| Saison                | Club                     | Division              | M.          | B.          | M.              | B.              | M.                | B.                | Comp.                          | M.                             | B.                             | M.    | B.    |
| 2005-2006             | Girondins de Bordeaux    | Ligue 1               | 0           | 0           | -               | -               | -                 | -                 | -                              | -                              | -                              | 0     | 0     |
| 2006-2007             | Girondins de Bordeaux    | Ligue 1               | 0           | 0           | -               | -               | 0                 | 0                 | -                              | -                              | -                              | 0     | 0     |
| Sous-total            | Sous-total               | Sous-total            | 0           | 0           | -               | -               | 0                 | 0                 | -                              | -                              | -                              | 0     | 0     |
| 2007-2008             | CS Sedan-Ardennes (prêt) | Ligue 2               | 22          | 2           | 4               | 0               | 1                 | 0                 | -                              | -                              | -                              | 27    | 2     |
| 2008-2009             | CS Sedan-Ardennes        | Ligue 2               | 24          | 0           | 5               | 1               | 1                 | 0                 | -                              | -                              | -                              | 30    | 1     |
| 2009-2010             | CS Sedan-Ardennes        | Ligue 2               | 30          | 2           | -               | -               | 2                 | 0                 | -                              | -                              | -                              | 32    | 2     |
| 2010-2011             | CS Sedan-Ardennes        | Ligue 2               | 4           | 2           | -               | -               | 1                 | 0                 | -                              | -                              | -                              | 5     | 2     |
| Sous-total            | Sous-total               | Sous-total            | 80          | 6           | 9               | 1               | 5                 | 0                 | -                              | -                              | -                              | 94    | 7     |
| 2010-2011             | Stade brestois 29        | Ligue 1               | 31          | 1           | 2               | 0               | 1                 | 0                 | -                              | -                              | -                              | 34    | 1     |
| 2011-2012             | Stade brestois 29        | Ligue 1               | 34          | 1           | 1               | 0               | 1                 | 0                 | -                              | -                              | -                              | 36    | 1     |
| 2012-2013             | Stade brestois 29        | Ligue 1               | 18          | 2           | -               | -               | 1                 | 0                 | -                              | -                              | -                              | 19    | 2     |
| Sous-total            | Sous-total               | Sous-total            | 83          | 4           | 3               | 0               | 3                 | 0                 | -                              | -                              | -                              | 89    | 4     |
| 2013-2014             | AS Saint-Étienne         | Ligue 1               | -           | -           | -               | -               | -                 | -                 | -                              | -                              | -                              | 0     | 0     |
| 2014-2015             | AS Saint-Étienne         | Ligue 1               | 9           | 1           | 2               | 0               | 1                 | 0                 | C3                             | 2                              | 0                              | 14    | 1     |
| Sous-total            | Sous-total               | Sous-total            | 9           | 1           | 2               | 0               | 1                 | 0                 | -                              | 2                              | 0                              | 14    | 1     |
| 2015-2016             | OGC Nice (prêt)          | Ligue 1               | 30          | 0           | 1               | 0               | 2                 | 0                 | -                              | -                              | -                              | 33    | 0     |
| 2016-2017             | OGC Nice                 | Ligue 1               | 22          | 2           | -               | -               | -                 | -                 | C3                             | 3                              | 0                              | 25    | 2     |
| Sous-total            | Sous-total               | Sous-total            | 52          | 2           | 1               | 0               | 2                 | 0                 | -                              | 3                              | 0                              | 58    | 2     |
| 2017-2018             | Málaga CF                | Liga                  | 15          | 1           | 1               | 0               | -                 | -                 | -                              | -                              | -                              | 16    | 1     |
| Sous-total            | Sous-total               | Sous-total            | 15          | 1           | 1               | 0               | -                 | -                 | -                              | -                              | -                              | 16    | 1     |
| 2017-2018             | Girondins de Bordeaux    | Ligue 1               | 8           | 0           | -               | -               | -                 | -                 | -                              | -                              | -                              | 8     | 0     |
| 2018-2019             | Girondins de Bordeaux    | Ligue 1               | 1           | 0           | -               | -               | -                 | -                 | C3                             | -                              | -                              | 1     | 0     |
| 2019-2020             | Girondins de Bordeaux    | Ligue 1               | -           | -           | -               | -               | -                 | -                 | -                              | -                              | -                              | 0     | 0     |
| 2020-2021             | Girondins de Bordeaux    | Ligue 1               | 17          | 1           | -               | -               | -                 | -                 | -                              | -                              | -                              | 17    | 1     |
| Sous-total            | Sous-total               | Sous-total            | 26          | 1           | -               | -               | -                 | -                 | -                              | -                              | -                              | 26    | 1     |
| 2018-2019             | SM Caen (prêt)           | Ligue 1               | 21          | 0           | 4               | 0               | -                 | -                 | -                              | -                              | -                              | 25    | 0     |
| Sous-total            | Sous-total               | Sous-total            | 21          | 0           | 4               | 0               | -                 | -                 | -                              | -                              | -                              | 25    | 0     |
| Total sur la carrière | Total sur la carrière    | Total sur la carrière | 290         | 15          | 20              | 1               | 11                | 0                 | -                              | 5                              | 0                              | 326   | 16    |